# Rehash
«#REHASH» — девятый эпизод восемнадцатого сезона «Южного Парка». Эпизод вышел 3 декабря 2014 года на канале Comedy Central в США.

## Сюжет
Кайл купил видеоигру «Call of Duty: Advanced Warfare» (вышла в ноябре 2014, то есть на момент выхода эпизода являлась новинкой) и предлагает Айку вместе поиграть в неё. Однако у Айка более интересное занятие — он смотрит на YouTube видео, в котором видеоблогер Пьюдипай комментирует прохождение этой игры. Кайл не понимает, как можно предпочесть просмотр видеопрохождения самой игре.
Руководитель продюсерской компании, на которую работает Рэнди в образе певицы Лорд вынуждает его принять участие в концерте совместно с Майли Сайрус, Игги Азалия, Ники Минаж и голограммой Майкла Джексона. Рэнди боится разочаровать поклонниц, поэтому долго не соглашается. Но уверение его дочери (горячей поклонницы Лорд) что та примет своего кумира какой бы та ни оказалась, освобождает его от сомнений и он соглашается выступить.
Тем временем Картман заводит свой видеоблог, в котором комментирует видеозаписи того, как ребята в его школе обсуждают компьютерные игры. Он достаточно быстро завоёвывает популярность, особенно среди детсадовцев. Спустя уже несколько дней Кайл застаёт Айка за просмотром видео Картмана. Эрика даже приглашают на телешоу.
В гримёрке перед концертом Рэнди подходит к продюсеру с предложением всё-таки отменить его участие, так как по его голосу будет очевидно, что он отнюдь не 18-летняя новозеландская девушка, что наверняка приведёт к краху его карьеры. Продюсер уверяет, что в зале всем будет плевать на голос и Рэнди достаточно «трясти бёдрами и теребить клитор», чтобы хорошо выступить. Рэнди заявляет, что современным девушкам нужны иные идеалы и он не будет так унижать себя. За эти слова на него набрасывается Игги Азалия, обиженная тем, что Лорд пытается поставить себя выше других поп-певичек.
Во время концерта голограмма Майкла Джексона сбегает из концертного зала, а публика освистывает Рэнди. Продюсер решает в срочном порядке отправить на поиски Джексона голограмму Тупака Шакура.

## Отсылки к значимым фактам общественной жизни и культурным явлениям
- Канал видеоблогера Пьюдипая на Youtube является одним из самых быстрорастущих и насчитывает наибольшее количество подписчиков среди всех YouTube-каналов[1]. На начало 2015 года канал насчитывал свыше 33 миллионов подписчиков.
- В гримёрке на стене висит плакат рэпера Канье Уэста, неоднократно оказывавшегося персонажем сериала.

## Примечательные факты
- Несмотря на конфликт с Игги Азалия, у Рэнди в образе Лорд сохраняются ровные отношения с Ники Минаж.
- Сюжет с непониманием между Кайлом и Айком взят Треем Паркером из своего опыта общения с пасынком, который, как и многие подростки, увлечен просмотрами летсплея и видеокомментаторов.

## Отсылки к другим эпизодам
- Следующий (десятый) эпизод этого сезона является непосредственным продолжением данной серии.
- Упоминание в телеанонсе концерта глютеновго кризиса в Западной Африке является отсылкой к эпизоду 1802 «Безглютеновая Эбола» (англ. Gluten Free Ebola).
- Стэн просадил все деньги Рэнди в freemium игре, о которой подробно рассказано в эпизоде 1806 «Условно-бесплатное — не бесплатно» (англ. Freemium Isn't Free).
- «Петушковая магия», о которой вспоминает Шерон, отправив мужа репетировать, подробно описана в эпизоде 1808 «Петушковая магия» (англ. Cock Magic).
- В эпизоде 1803 «Неженка» (англ. The Cissy) описана технология, по которой Рэнди создаёт песни для Лорд, в том числе той, что он поёт в этом эпизоде.
- Это второй эпизод, в котором одной из основных сюжетных линий являются взаимоотношения Кайла и Айка. Первым был эпизод 1705 «Приручая киску» (англ. Taming Strange).